# Río Yayabo
Río Yayabo är ett vattendrag i Kuba.   Det ligger i provinsen Provincia de Sancti Spíritus, i den centrala delen av landet, 300 km öster om huvudstaden Havanna. Río Yayabo ligger vid sjön Presa Zaza.